# Орлов, Дмитрий Владимирович
Дми́трий Влади́мирович Орло́в (род. 23 июля 1991, Новокузнецк, Кемеровская область) — российский хоккеист, защитник клуба НХЛ «Сан-Хосе Шаркс». Обладатель Кубка Стэнли 2018 года. Заслуженный мастер спорта России (2014).
Играл за национальную, молодёжную и юниорскую сборные России. В составе основной сборной становился чемпионом мира (2014) и трижды выиграл бронзовые медали мирового первенства (2016, 2017 и 2019). Чемпион мира среди молодёжных команд (2011) и дважды серебряный призёр юниорского чемпионата мира (2008 и 2009).

## Биография
Воспитанник новокузнецкого «Металлурга».

### Клубная карьера
Выступал за новокузнецкую команду с 2007 года, за всё время сыграл 108 игр, в которых забросил 7 шайб и отдал 14 голевых передач. В драфте НХЛ 2009 был выбран под 55 номером клубом «Вашингтон Кэпиталз». В 2011 заключил полноценный трёхлетний контракт с клубом, в 2014 подписал четырёхмиллионный контракт на два года.

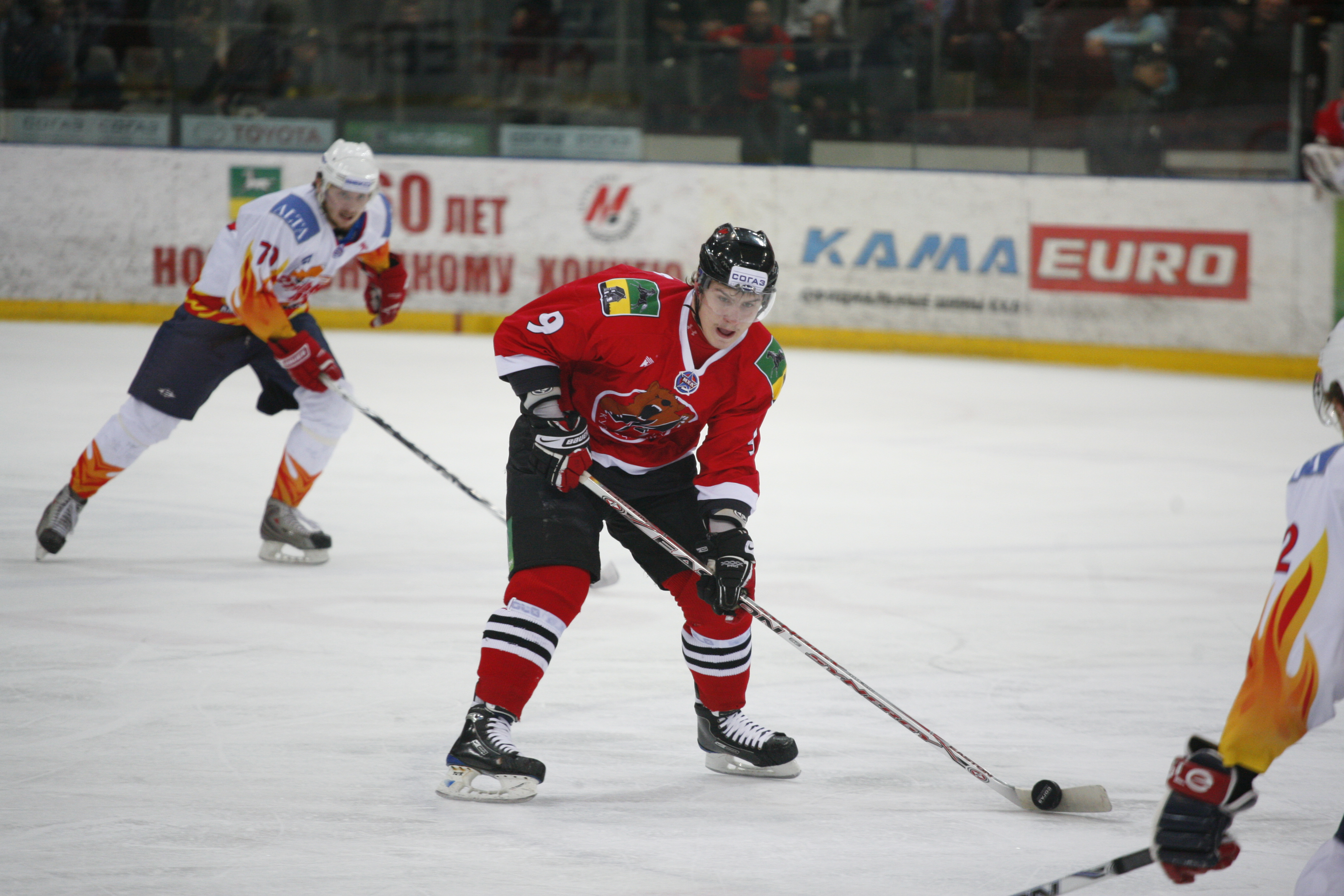
Орлов в составе «Кузнецких Медведей»

Пропустил практически полностью сезон 2014/15 из-за перелома кисти, полученного на чемпионате мира 2014 года в игре против сборной США.
В марте 2016 года был номинирован клубом на «Билл Мастертон Трофи» — приз, который присуждается за стойкость, личные качества спортсмена и преданность хоккею.
В сентябре 2016 год продлил на один год контракт с «Кэпиталз» на $ 2,57 млн.
В июле 2017 года продлил контракт с «Вашингтоном» на 6 лет на сумму $ 30,6 млн. В сезоне 2017/18 выиграл с «Кэпиталз» Кубок Стэнли. Играя в паре с Мэттом Нисканеном, в плей-офф провёл все 24 матча и набрал 8 очков. Также забросил две шайбы: одну в ворота Сергея Бобровского в 6-м и решающем матче серии с «Коламбус Блю Джекетс» (победа в матче 6:3 и серии 4-2), а другую в ворота Андрея Василевского в 4-м проигранном матче с «Тампой-Бэй Лайтнинг» (2:4). Эти шайбы до 2024 года были единственными для Орлова в матчах плей-офф.
После 11 сезонов за «Кэпиталз» 23 февраля 2023 года вместе с нападающим Гарнетом Хэтэуэм был обменян в «Бостон Брюинз». В «Бостоне» блеснул результативностью, набрав 8 очков в первых 4 матчах. Всего в 23 матчах регулярного сезона за «Бостон» набрал 17 очков (4+13), а в плей-офф набрал 8 очков (0+8) в 7 матчах, только один раз уйдя со льда без набранного очка. Орлов повторил свой рекорд результативности в плей-офф, установленный в сезоне 2017/18, но тогда он провёл 24 матча.
1 июля 2023 года, будучи свободным агентом, подписал двухлетний контракт на 15,5 млн долларов с «Каролиной Харрикейнз».
11 января 2024 года стал 26-м российским хоккеистом, сыгравшим 750 матчей в НХЛ. В сезоне 2023/24 провёл все 82 матча за «Каролину» и набрал 26 очков (6+20) при показателе полезности +4. В плей-офф в 11 матчах набрал 6 очков (2+4). Орлов забросил шайбу в плей-офф впервые с 2018 года.
15 октября 2024 года сделал голевую передачу в матче против «Нью-Джерси» и набрал своё 300-е очко в НХЛ (70+230). Орлов стал 8-м российским защитником в истории НХЛ, набравшим 300 очков.
3 июля 2025 года, будучи свободным агентом, подписал двухлетний контракт на 13 млн долларов с «Сан-Хосе Шаркс».

### В сборной
Дважды серебряный призёр юниорского первенства мира (2008 и 2009). Чемпион мира среди молодёжных (2011) и взрослых команд (2014). На чемпионате мира 2014 года провёл только три матча. В игре групповой стадии против сборной США 12 мая во втором периоде Орлов сломал кисть, из-за чего завершил выступление на турнире. Восстановление от травмы заняло около года.

## Личная жизнь
Старший брат Максим — регбист, тренер.
Жена Варвара. В июне 2019 года родился сын Кирилл.

## Статистика
| Легенда | Легенда                    | Легенда | Легенда                   | Легенда | Легенда    |
| ------- | -------------------------- | ------- | ------------------------- | ------- | ---------- |
| И       | Количество проведённых игр | Штр     | Штрафное время            | +/−     | Плюс-минус |
| Г       | Голы                       | П       | Голевые передачи          | О       | Очки       |
| -       | Статистика неизвестна      | —       | Статистика не учитывалась |         |            |

## Достижения
| Год              | Команда                           | Достижение                                       | Достижение |
| ---------------- | --------------------------------- | ------------------------------------------------ | ---------- |
| Клубные          |                                   |                                                  |            |
| 2010             | Кузнецкие Медведи                 | Серебряный призёр МХЛ                            |            |
| 2016, 2017, 2023 | Вашингтон Кэпиталз, Бостон Брюинз | Обладатель Президентского Кубка (3)              |            |
| 2018             | Вашингтон Кэпиталз                | Обладатель Приза принца Уэльского                |            |
| 2018             | Вашингтон Кэпиталз                | Обладатель Кубка Стэнли                          |            |
| Международные    |                                   |                                                  |            |
| 2008, 2009       | Россия (юниор.)                   | Серебряный призёр юниорского чемпионата мира (2) |            |
| 2008             | Россия (юниор.)                   | Серебряный призёр Мемориала Ивана Глинки         |            |
| 2011             | Россия (мол.)                     | Победитель молодёжного чемпионата мира           |            |
| 2014             | Россия                            | Чемпион мира                                     |            |
| 2016, 2017, 2019 | Россия                            | Бронзовый призёр чемпионата мира (3)             |            |

| Год  | Команда           | Достижение                                                 | Достижение |
| ---- | ----------------- | ---------------------------------------------------------- | ---------- |
| 2010 | Кузнецкие Медведи | Обладатель Приза имени Виталия Давыдова                    |            |
| 2011 | Россия (мол.)     | Попадание в Сборную всех звёзд молодёжного чемпионата мира |            |

| Год  | Достижение                       | Достижение |
| ---- | -------------------------------- | ---------- |
| 2014 | Заслуженный мастер спорта России |            |

### Награды
- Орден Почёта (27 мая 2014) — за победу в чемпионате мира 2014 года в составе сборной России[14].
- Орден «Почёта Кузбасса» (24 июня 2014 года) — за мастерство и профессионализм в спортивной деятельности[15].